# Rudy Pevenage
Rudy Pevenage (Moerbeke, 15 de junho de 1954) é um ex ciclista belga, profissional entre 1976 e 1988. O seus maiores sucessos desportivos conseguiu-os no Tour de France ao obter na edição de 1980 um triunfo de etapa e a classificação por pontos da grande rodada francesa. Nessa mesma edição levou o maillot amarelo da prova em 9 jornadas.
Antes da sua retirada, foi mentor de Jan Ullrich durante muitos anos, até que saltou a Operação Puerto em 2006, se demonstrando o envolvimento de Ullrich na trama de dopagem encabeçada pelo doutor Eufemiano Fuentes em sua consulta de Madrid (Espanha). As carteiras de sangue de Ullrich tinham, entre outros nomes em chave, Filho de Rudicio, em referência a que seu mentor (e suposta ligação com Fuentes) era Rudy Pevenage, Rudicio.

## Biografia

### Ciclista profissional
Foi ciclista profissional de 1976 a 1988. Participou em quatro Tour de France e ganhou a segunda etapa do  Tour de France de 1980, o que lhe permitiu levar o maillot amarelo durante nove dias e ganhou a classificação por pontos.

### Mentor de Jan Ullrich

#### Primeiros anos
Depois de sua corrida profissional, Rudy Pevenage seguiu unido ao ciclismo em qualidade de director desportivo. Converteu-se numa pessoa especialmente próxima a Jan Ullrich, exercendo como seu mentor desde os inícios como profissional deste e compartilhando sucessos como o maillot amarelo (ganhador da geral) no Tour de France de 1997 ou o maillot ouro (ganhador da geral) na Volta a Espanha de 1999. Quando Ullrich foi despedido da equipa Telekom depois de dar positivo por anfetaminas e álcool num controle de tráfico em 2002, Rudy acompanhou a Ullrich para 2003 no Team Coast (rebaptizado depois como Team Bianchi). Depois do pódio de Ullrich no Tour de France de 2003, o ciclista voltou ao T-Mobile em 2004, e durante dois anos (2004 e 2005) Rudy Pevenage esteve a salário de Jan Ullrich como seu assessor pessoal, até que em 2006 foi contratado directamente pela equipa T-Mobile como director desportivo.

#### Operação Puerto
Nesse ano 2006, Ullrich foi com o objectivo de afinar a sua aposta a ponto para o Tour ao Giro d'Italia, onde depois de ganhar uma etapa contrarrelógio se retirou, alegando certas dores. Dita retirada produziu-se mal dois dias após que estoirasse a Operação Puerto realizada pela Guarda Civil em Madrid (Espanha), se descobrindo uma rede de dopagem em torno da consulta do doutor Eufemiano Fuentes, onde se apreenderam numerosas carteiras sanguíneas com nomes em chave. O nome de Ullrich foi associado como um dos desportistas implicados na trama de dopagem, se publicando em diversos meios que a ele pertenciam os nomes em chave número 1, Jan ou Filho de Rudicio. Este último nome em chave, Filho de Rudicio, indicaria a especial relação de Ullrich com Rudy, que seria Rudicio, suposta ligação entre o doutor Fuentes e o ciclista. Ullrich reapareceu na Volta à Suíça, mas foi excluído (junto a outros ciclistas) do Tour de France de 2006 um dia antes do início da corrida por parte da organização. Ao igual que a Ullrich, o T-Mobile despediu a Rudy Pevenage, pela sua relação com o doutor Fuentes e por ter mentido à equipa afirmando não ter nenhuma relação com ele. Em 14 de setembro de 2006, aproveitando que Ullrich se encontrava de lua de mel, a polícia alemã revistou a sua casa e recolheu amostras de DNA do ciclista. Em 26 de fevereiro de 2007 Ullrich anunciou a sua retirada. Pouco depois, a 4 de abril de 2007, informou-se que, "sem nenhuma dúvida", a amostra de DNA de Ullrich coincidia com o das carteiras número 1, Jan ou Filho de Rudicio, confirmando a sua participação na trama de dopagem.

### Director do Rock Racing
Em 2009 alinhou pela equipa Rock Racing como director desportivo. A equipa estadounidense, de categoria Continental (última categoria do profissionalismo), tinha em suas fileiras a numerosos ciclistas implicados na Operação Puerto, como Tyler Hamilton (quem ademais tinha dado positivo em 2004, e voltou a dar nesse ano), José Enrique Gutiérrez, Óscar Sevilla e Francisco Mancebo.
Em março, perguntado sobre se na Europa tinha (como tinha assegurado a Guarda Civil) outras redes de dopagem como a do doutor Eufemiano Fuentes descoberta na Espanha com a Operação Puerto, Pevenage comentou o seguinte:
"Ao menos há cinco casos como este mas, até agora, não os descobriu nenhuma autoridade. Estes médicos da dopagem estão a actuar na França, Itália, Bélgica e Suíça."

## Palmarés
- 1977
  - 1 etapa da Volta aos Países Baixos

- 1980
  - 1 etapa do Tour de France, mais a  classificação por pontos  e a de sprints intermediários

- 1981
- Druivenkoers Overijse
- Tour de Berna
- Circuito de Houtland

- 1982
- Stadsprijs Geraardsbergen

## Resultados em Grandes Voltas
| Corrida            | 1978 | 1979 | 1980 | 1981 | 1982 | 1983  | 1984 | 1985 |
| ------------------ | ---- | ---- | ---- | ---- | ---- | ----- | ---- | ---- |
| Giro d'Italia      | Ab.  | -    | -    | -    | -    | 106.º | -    | 58.º |
| Tour de France     | -    | 23.º | 42.º | 75.º | 73.º | -     | -    | -    |
| Volta a Espanha    | -    | -    | -    | -    | -    | Ab.   | Ab.  | -    |
| Mundial em Estrada | -    | -    | -    | -    | Ab.  | -     | -    | -    |